# Nissan R383

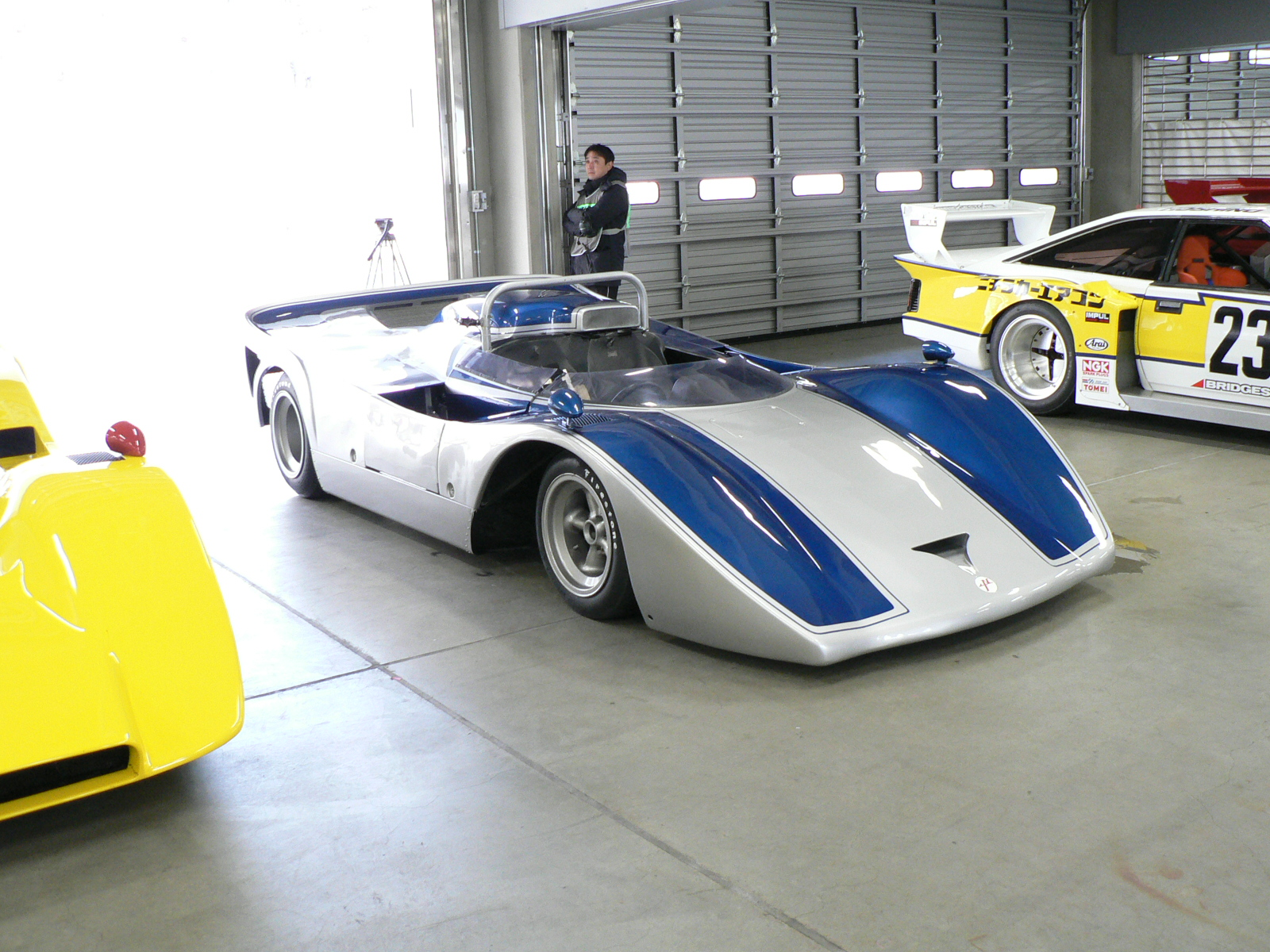
Nissan R383

Der Nissan R383 war ein Rennsportwagen den Nissan 1970 für den Einsatz im Großen Preis von Japan baute. Er ersetzte den Nissan R382 des Vorjahres und sollte der letzte Rennsportwagen sein, den Nissan bis Mitte der 1980er-Jahre baute.

## Entwicklungsgeschichte und Technik
Man wollte die Siegchancen des R382 verbessern und so übernahm der Nachfolger R383 viele Details der CanAm-Serie der Gruppe-7-Formel aus den USA. Der R383 erhielt den GRX-3-V12-Motor vom R382 mit 5.954 cm3 Hubraum, aber einer höheren Leistung von 700 PS (515 kW).
Nissan konzentrierte sich allerdings auf Verbesserungen der Aerodynamik, und dort vor allen Dingen auf den Abtrieb, den der Wagen erzeugen sollte. Die Kühlluftöffnungen an der Nase des R382 wurden komplett weggelassen, sodass die Nase des R383 vollkommen flach ausfiel. Dies bedeutete, dass die Kühler des Wagens auf die Fahrzeugseiten wanderten und die Türen große Kühlluftöffnungen aufwiesen. Auch der Ansaugstutzen des V12 wurde aerodynamisch überarbeitet und kam nun unterhalb es Überrollbügels zu liegen, was dem Heckflügel mehr Anströmluft verschaffte. Außerdem wurde er aus der Mitte des Cockpits verschoben, damit ihn nicht der Fahrer mit seinem Helm blockierte.
.
Der R383 wurde auch mit einem Turbolader an der V12-Maschine erprobt und damit eine Leistungssteigerung auf 900 PS (662 kW) erreicht.

## Renngeschichte
Die R383 sollten im Großen Preis von Japan 1970 gegen heftige Konkurrenz von Porsche, Toyota, Isuzu und anderen eingesetzt werden. Das Rennen wurde von der Japanese Automobil Federation (JAF) abgesagt, wodurch der R383 in keinem einzigen Wettbewerb zum Einsatz kam. Nissan gab kurz danach das R380-Programm auf, ohne den R383 je in einem Rennen laufen zu lassen.
2006 restaurierte Nismo einen R383 funktionstüchtig. Der Wagen tourt derzeit mit anderen Wagen der R380-Serie durch Ausstellungen in ganz Japan.